# Kaladizaj
Kaladizaj (arab. قلادزي) – miasto w Iraku, w muhafazie As-Sulajmanijja. W 2009 roku liczyło 61 182 mieszkańców.